# Фудон-маэ (станция)
Станция Фудон-Маэ (яп. 不動院前駅 Фудон-Маэ эки) — железнодорожная станция на линии Астрам-лайн расположенная в районе Хигаси, Хиросима. Островная, эстакадная крытая станция с одной платформой. Станция была открыта 20 августа 1994 года. На станции установлены платформенные раздвижные двери.

## История
Открыта 20 августа 1994 года.

## Близлежащие станции
| «     |  | Линия             |  | »                 |
| ----- |  | ----------------- |  | ----------------- |
| Усита |  | Линия Астрам-лайн |  | Гион-симбаси-кита |